# Campionat de Catalunya de natació - 50 metres lliures
Els 50 metres lliures és una prova del Campionat de Catalunya de natació. Se celebrà per primer cop el 1932 en categoria femenina, essent Carme Soriano la primera campiona de la prova. Després del parèntesi de la Guerra Civil espanyola no es tornà a celebrar fins a la dècada del 1980. Des del 1981 es disputa anualment tant en categoria masculina i femenina.
En categoria masculina, fins a l'any 2023, Eduard Lorente Ginesta ha guanyat el campionat en sis ocasions, mentre que els nedadors Gonzalo Jiménez Sarmiento i Mariano Jiménez Tahoces guanyaren quatre títols cadascun.
En categoria femenina, fins a l'any 2023, Lidón Muñoz del Campo ha guanyat el campionat en sis ocasions, seguida de Marta González Crivillers amb cinc triomfs i Sònia Astola Cabana amb quatre.

## Historial
| Edició                                                          | Data    | Competició masculina            | Competició masculina            | Competició masculina            | Competició femenina       | Competició femenina   | Competició femenina   | refs.             |
| Edició                                                          | Data    | Campió                          | Club                            | Temps                           | Campiona                  | Club                  | Temps                 | refs.             |
| --------------------------------------------------------------- | ------- | ------------------------------- | ------------------------------- | ------------------------------- | ------------------------- | --------------------- | --------------------- | ----------------- |
| XV                                                              | 1932    | no es disputà entre 1932 i 1936 | no es disputà entre 1932 i 1936 | no es disputà entre 1932 i 1936 | Carme Soriano             | CN Barcelona          | 33.6                  | [ 4 ] [ 2 ] [ 3 ] |
| XVI                                                             | 1933    | no es disputà entre 1932 i 1936 | no es disputà entre 1932 i 1936 | no es disputà entre 1932 i 1936 | Carme Soriano             | CN Barcelona          | 36.0                  | [ 4 ] [ 2 ] [ 3 ] |
| XVII                                                            | 1934    | no es disputà entre 1932 i 1936 | no es disputà entre 1932 i 1936 | no es disputà entre 1932 i 1936 | Carme Soriano             | CN Barcelona          | 35.5                  | [ 4 ] [ 2 ] [ 3 ] |
| XVIII                                                           | 1935    | no es disputà entre 1932 i 1936 | no es disputà entre 1932 i 1936 | no es disputà entre 1932 i 1936 | Montserrat Ros            | CN Barcelona          | 34.8                  | [ 2 ] [ 3 ] [ 5 ] |
| XIX                                                             | 1936    | no es disputà entre 1932 i 1936 | no es disputà entre 1932 i 1936 | no es disputà entre 1932 i 1936 | no es disputà el 1936     | no es disputà el 1936 | no es disputà el 1936 | [ 2 ] [ 3 ]       |
| no es disputà entre 1937 i 1938 per l'esclat de la Guerra Civil |         |                                 |                                 |                                 |                           |                       |                       |                   |
| LXII                                                            | 1981    | Manuel Garcia Jané              | CN Montjuïc                     | 25.39                           | Aintza Serra              | CN Barcelona          | 29.13                 | [ 2 ] [ 3 ]       |
| LXIII                                                           | 1982    | Luís M. Martín                  | CN Reus Ploms                   | 24.90                           | Natàlia Mas               | CN Terrassa           | 27.7                  | [ 2 ] [ 3 ]       |
| LXIV                                                            | 1983    | Gonzalo Jiménez                 | CN Catalunya                    | 24.60                           | Margarida Pérez           | CN Badalona           | 28.1                  | [ 2 ] [ 3 ]       |
| LXV                                                             | 1984    | Gonzalo Jiménez                 | CN Catalunya                    | 24.41                           | Margarida Pérez           | CN Sant Andreu        | 28.60                 | [ 2 ] [ 3 ]       |
| LXVI                                                            | 1985    | Gonzalo Jiménez                 | CN Catalunya                    | 24.01                           | Maria Rosa Lorenzo        | CN Montjuïc           | 28.39                 | [ 2 ] [ 3 ]       |
| LXVII                                                           | 1986    | Gonzalo Jiménez                 | CN Catalunya                    | 24.49                           | Imma Tarragó              | CN Catalunya          | 27.23                 | [ 2 ] [ 3 ]       |
| LXVIII                                                          | 1986-87 | Daniel Serra                    | CN Montjuïc                     | 24.95                           | Imma Tarragó              | CN Catalunya          | 27.76                 | [ 2 ] [ 3 ]       |
| LXIX                                                            | 1987-88 | Luís M. Martín                  | CN Catalunya                    | 24.18                           | Neus Gil                  | CN Granollers         | 27.34                 | [ 2 ] [ 3 ]       |
| LXX                                                             | 1988-89 | Adolf Coll                      | CN Reus Ploms                   | 24.15                           | Esther Martínez           | CN Sabadell           | 27.21                 | [ 2 ] [ 3 ]       |
| LXXI                                                            | 1989-90 | Genís Beltran                   | CN Manresa                      | 24.90                           | Claudia Franco            | CN Sabadell           | 27.50                 | [ 2 ] [ 3 ]       |
| LXXII                                                           | 1990-91 | Carles Ventosa                  | CN Barcelona                    | 24.49                           | Sònia Astola              | CN Sallent            | 27.37                 | [ 2 ] [ 3 ]       |
| LXXIII                                                          | 1991-92 | Adolf Coll                      | CN Reus Ploms                   | 24.73                           | Sònia Astola              | CN Sallent            | 27.38                 | [ 2 ] [ 3 ]       |
| LXXIV                                                           | 1992-93 | Carlos J. Sánchez               | CN Sabadell                     | 24.34                           | Sònia Astola              | CN Catalunya          | 27.35                 | [ 2 ] [ 3 ]       |
| LXXV                                                            | 1993-94 | Mariano Jiménez                 | CN Sabadell                     | 23.60                           | Sònia Astola              | CN Catalunya          | 27.61                 | [ 2 ] [ 3 ]       |
| LXXVI                                                           | 1994-95 | Mariano Jiménez                 | CN Sabadell                     | 23.80                           | Esther Martínez           | CN Sabadell           | 27.70                 | [ 2 ] [ 3 ]       |
| LXXVII                                                          | 1995-96 | Mariano Jiménez                 | CN Sabadell                     | 23.84                           | Maria Àngels Garcia       | CN Sabadell           | 27.49                 | [ 2 ] [ 3 ]       |
| LXXVIII                                                         | 1996-97 | Josep M. Rojano                 | CN Sabadell                     | 23.93                           | Susana Garabatos          | CN Catalunya          | 27.09                 | [ 2 ] [ 3 ]       |
| LXXIX                                                           | 1997-98 | Mariano Jiménez                 | CN Sabadell                     | 24.15                           | Maria Àngels Garcia       | CN Sabadell           | 27.60                 | [ 2 ] [ 3 ]       |
| LXXX                                                            | 1998-99 | Eduard Lorente                  | CE Mediterrani                  | 23.60                           | Verònica Seva             | CN Catalunya          | 28.00                 | [ 2 ] [ 3 ]       |
| LXXXI                                                           | 1999-00 | Enrique Martinez                | CE Mediterrani                  | 24.21                           | Consol Isaac Peidró       | CN Granollers         | 27.47                 | [ 2 ] [ 3 ]       |
| LXXXII                                                          | 2000-01 | Eduard Lorente                  | CE Mediterrani                  | 23.68                           | Susana Garabatos          | CN Sant Andreu        | 27.32                 | [ 2 ] [ 3 ]       |
| LXXXIII                                                         | 2001-02 | Eduard Lorente                  | CE Mediterrani                  | 22.89                           | Consol Isaac Peidró       | CE Mediterrani        | 27.44                 | [ 2 ] [ 3 ]       |
| LXXXIV                                                          | 2002-03 | Eduard Lorente                  | CE Mediterrani                  | 23.47                           | Estefania Ferrer          | CE Mediterrani        | 27.50                 | [ 2 ] [ 3 ]       |
| LXXXV                                                           | 2003-04 | Laín Garcia                     | CN Sant Andreu                  | 23.72                           | Esther Bosch              | CN Mataró             | 27.48                 | [ 2 ] [ 3 ]       |
| LXXXVI                                                          | 2004-05 | Carlos Ballesteros              | CN Sant Andreu                  | 24.00                           | Marta Ferrer              | CN Sant Andreu        | 27.60                 | [ 2 ] [ 3 ]       |
| LXXXVII                                                         | 2005-06 | Eduard Lorente                  | CN Sant Andreu                  | 22.99                           | Laura Roca                | CN Terrassa           | 26.92                 | [ 7 ] [ 2 ] [ 3 ] |
| LXXXVIII                                                        | 2006-07 | Eduard Lorente                  | CN Sant Andreu                  | 23.24                           | Laura Roca                | CN Terrassa           | 27.43                 | [ 7 ] [ 2 ] [ 3 ] |
| LXXXIX                                                          | 2007-08 | Matías Aguilera                 | CN Barcelona                    | 23.54                           | Laura Roca                | CN Terrassa           | 26.76                 | [ 7 ] [ 2 ] [ 3 ] |
| XC                                                              | 2008-09 | Laín Garcia                     | CN Sant Andreu                  | 22.96                           | Gemma Cristóbal           | CN Terrassa           | 26.96                 | [ 2 ] [ 3 ]       |
| XCI                                                             | 2009-10 | Joaquin Belza                   | CN Barcelona                    | 23.52                           | Gemma Cristóbal           | CN Terrassa           | 26.79                 | [ 2 ] [ 3 ]       |
| XCII                                                            | 2010-11 | Matías Aguilera                 | CN Barcelona                    | 23.58                           | Palmira Chaparro          | CN Granollers         | 27.06                 | [ 2 ] [ 3 ]       |
| XCIII                                                           | 2011-12 | Juan Miguel Rando               | CN Sant Andreu                  | 23.59                           | Alena Popchanka           | CN Sabadell           | 26.75                 | [ 2 ] [ 3 ]       |
| XCIV                                                            | 2012-13 | Juan Miguel Rando               | CN Sant Andreu                  | 23.51                           | Marta González Crivillers | CN Vic-ETB            | 26.69                 | [ 8 ] [ 2 ] [ 3 ] |
| XCV                                                             | 2013-14 | Juan Miguel Rando               | CN Sant Andreu                  | 23.44                           | Marta González Crivillers | CN Sant Andreu        | 26.62                 | [ 8 ] [ 2 ] [ 3 ] |
| XCVI                                                            | 2014-15 | Konrad Cerniak                  | CN Sabadell                     | 22.87                           | Marta González Crivillers | CN Sant Andreu        | 26.48                 | [ 8 ] [ 2 ] [ 3 ] |
| XCVII                                                           | 2015-16 | J.F. Segura                     | CN Terrassa                     | 23.03                           | Marta González Crivillers | CN Sant Andreu        | 25.93                 | [ 8 ] [ 2 ] [ 3 ] |
| XCVIII                                                          | 2016-17 | Lautaro Rodríguez               | CN Terrassa                     | 23.81                           | Marta González Crivillers | CN Sant Andreu        | 25.94                 | [ 8 ] [ 2 ] [ 3 ] |
| XCIX                                                            | 2017-18 | Alberto Lozano                  | CN Sant Andreu                  | 23.57                           | Lidón Muñoz               | CN Sant Andreu        | 25.74                 | [ 2 ] [ 3 ]       |
| C                                                               | 2018-19 | Alberto Lozano                  | CN Sant Andreu                  | 23.51                           | Lidón Muñoz               | CN Sant Andreu        | 25.52                 | [ 2 ] [ 3 ]       |
| CI                                                              | 2019-20 | Carles Coll                     | CN Tarraco                      | 23.25                           | Lidón Muñoz               | CN Sant Andreu        | 25.76                 | [ 2 ] [ 3 ]       |
| CII                                                             | 2020-21 | Mario Molla                     | CN Terrassa                     | 23.26                           | Lidón Muñoz               | CN Sant Andreu        | 25.39                 | [ 2 ] [ 3 ]       |
| CIII                                                            | 2021-22 | Sergi Castells                  | CN Santa Perpètua               | 23.17                           | Lidón Muñoz               | CN Sant Andreu        | 25.63                 | [ 2 ] [ 3 ]       |
| CIV                                                             | 2022-23 | Sergio de Celis                 | CN Sabadell                     | 23.05                           | Lidón Muñoz               | CN Sant Andreu        | 26.23                 | [ 2 ] [ 3 ]       |